# Petrarca Football Club 1921-1922
Questa pagina raccoglie i dati riguardanti il Petrarca Football Club nelle competizioni ufficiali della stagione 1921-1922.

## Palmarès
- Prima Categoria - Eliminatorie regionali - Veneto: 1°
- Prima Categoria - Semifinali nazionali - Girone A: 2°

## Rosa
| N. |                   | Ruolo | Calciatore          |
| -- | ----------------- | ----- | ------------------- |
|    | Italia (bandiera) | D     | Carrari II          |
|    | Italia (bandiera) | D     | Giulio Zanninovich  |
|    | Italia (bandiera) | A     | Mario Gallo (II)    |
|    | Italia (bandiera) |       | Fantoni             |
|    | Italia (bandiera) | D     | Cesare Gallo (I)    |
|    | Italia (bandiera) |       | Giovanni D'Alvise   |
|    | Italia (bandiera) |       | Guardinieri         |
|    | Italia (bandiera) |       | Vincenzo Romaro (I) |

| N. |                   | Ruolo | Calciatore            |
| -- | ----------------- | ----- | --------------------- |
|    | Italia (bandiera) | D     | Aldo Romaro (II)      |
|    | Italia (bandiera) | C     | Giovanni Reato        |
|    | Italia (bandiera) | A     | Luigi Bonomi Da Monte |
|    | Italia (bandiera) |       | Bianchi               |
|    | Italia (bandiera) |       | Muriundo              |
|    | Italia (bandiera) |       | Castagna              |
|    | Italia (bandiera) | A     | Carlo Bonaventura     |
|    | Italia (bandiera) | C     | Guarnieri             |